# TRF 96 ARENA TOUR SILENT NIGHT
『TRF 96 ARENA TOUR SILENT NIGHT』は、TRFが同年にリリースされたシングル『SILENT NIGHT』及び『LEGEND OF WIND』を引っ提げて開催された初のアリーナツアー。
本作は、アルバムタイトルを掲げておらず、ライブの内容はシングル満載のベストライブといっても過言ではない。また、TRFのツアー会場としては唯一のアリーナクラスである。このツアーの見どころでは、楽曲である「Overnight Sensation〜時代はあなたに委ねてる〜」の振り付けが新たに変更され彼らが提案した稀有なものとなっている。
最終日の横浜アリーナでは、小室哲哉がゲストとして出演をし、「DO WHAT YOU WANT」をピアノ演奏がなされた。また、アンコールでは当時新曲であった「LEGEND OF WIND」も初披露された。
このツアーを最後にプロデューサーである小室哲哉の元から離れ、活動を大幅に休止状態となった。1年後の1998年より再び活動をスタートした。
この模様を収録した映像作品が『TRF Live in YOKOHAMA ARENA』と題して、翌年の1997年4月30日よりVHS規格としてリリースされ、2000年3月29日に初のDVD規格として再リリースされた。また、2006年11月29日には、avexによるバリュープライスキャンペーンの企画として廉価版が再リリースされた（2000年リリースのものと同一）。

## 開催日・会場
- 1996年9月26日（木）山形市総合スポーツセンター 第一体育館
- 1996年9月30日（月）新潟市産業振興センター 展示ホール
- 1996年11月3日（日）サンドーム福井
- 1996年11月7日（木）日本武道館
- 1996年11月8日（金）日本武道館
- 1996年11月12日（火）名古屋市総合体育館 レインボーホール
- 1996年11月16日（土）大阪城ホール
- 1996年11月17日（日）大阪城ホール
- 1996年11月20日（水）浜松アリーナ
- 1996年11月29日（金）マリンメッセ福岡
- 1996年12月1日（日）広島県立総合体育館 広島グリーンアリーナ
- 1996年12月7日（土）真駒内セキスイハイムアイスアリーナ
- 1996年12月14日（土）横浜アリーナ

## SET LIST
1. Opening
2. BRAVE STORY
3. ALL YOU NEED IS LOVE
4. HOT WINTER NIGHT〜samuiyorudakara〜
5. Happening Here
6. BOY MEETS GIRL
7. Love & Peace Forever
8. FUNKY M

STANDING HERE (DJ SOLO)
1. DO WHAT YOU WANT (最終日のみCRAZY GONNA CRAZY〜DO WHAT YOU WANT)
2. Gang Michael〜Sexal in Gravure
3. Overnight Sensation〜時代はあなたに委ねてる〜
4. masquerade
5. BRAND NEW TOMORROW
6. survival dAnce〜no no cry more〜
7. Hey! Ladies & Gentlemen

ENCORE
1. SILENT NIGHT
2. LEGEND OF WIND (最終日のみ）
3. EZ DO DANCE
4. WORLD GROOVE

## クレジット
TOTAL PRODUCER
- TETSUYA KOMURO

SUPPORT MEMBER
- KAORU "BE" ABE (drums)
- SHINGO "JAKE" SAITO (guitar)
- WORNELL JONES (bass)
- RODNEY ANTOON (keyboards)

SUPPORT DANCER
- GOTO (SOUND CREAM STEPPERS)
- KOJI (ROOTS)
- MASAYA SUZUKI (Nue)
- MITSU (VISION)
- RYOUSUKE (RAMPAGE)
- HIDENOSHIN YAMATO (RAMPAGE)
- Yo-Ko
- RIE
- NANA
- SATOMI TOHMA

## 映像作品
- 『TRF Live in YOKOHAMA ARENA』
  - AVVD-90031 (VHS) 1997年4月30日
  - AVBD-91007 (DVD) 2000年3月29日
  - AVBD-91436 (DVD) 2006年11月29日